# Labahitha incerta
Espèce
Labahitha incerta est une espèce d'araignées aranéomorphes de la famille des Filistatidae.

## Distribution
Cette espèce est endémique du Queensland en Australie. Elle se rencontre vers Nipping Gully.

## Description
Le mâle holotype mesure 2,91 mm

## Systématique et taxinomie
Cette espèce a été décrite par Magalhaes, Berry, Koh et Gray en 2022.

## Publication originale
- Magalhaes, Berry, Koh & Gray, 2022 : « Labahitha spiders (Arachnida: Araneae: Filistatidae) from islands in the Indian and Pacific Oceans. » European Journal of Taxonomy, vol. 805, p. 1-51 (texte intégral).